# Eventmarknadsföring
Event-marknadsföring (eller event marketing, EM), är ett samlingsnamn för marknadsföring via evenemang där ett företag kan möta sin målgrupp. Allt från små golftävlingar för ett företags kunder till Olympiska spelen kan användas som plattform för en EM-kampanj.
Begreppet Event Marketing anses ha slagit igenom i samband med Olympiska sommarspelen 1984 i Los Angeles, då OS-arrangörerna erbjöd sponsorerna en preciserad exponering av kundföretaget. Tidigare hade sponsringen många gånger varit ren välgörenhet. Under 1990-talet var EM en av de snabbaste växande trenderna inom marknadsföring och de under 2000-talets första år ökade amerikansk EM tre gånger så snabbt som den traditionella annonseringen. 
Begreppet Event Management är en form av projektledning som används för att planera, organisera och leda evenemang och större möten.
I Sverige har ordet haft olika innebörd, vissa anser att det avser all form av sponsring medan andra menar att alla former av händelsemarknadsföring är EM. På grund av denna oenighet finns det inga pålitliga siffror som visar hur stort EM är i Sverige. Det finns svenska byråer som är helt inriktade på EM och allt fler företag söker kompetens inom detta område. Exempelvis har Volvo en avdelning inom koncernen som enbart hanterar sådana frågor; Volvo Event Management. Även mindre företag använder sig av denna marknadsföringsform, så som Svenska Widow Skateboards som årligen arrangerar Widow Street Festival och Fjällräven som genom sitt Fjällräven Classic vill få fler att upptäcka friluftslivet. 
Det som enar Volvo, Widow Skateboards och Fjällrävens events är att samtliga event syftar till att få fler att uppleva företagets kärnvärden.